# Erysimum talijevii
Erysimum talijevii (жовтушниця Талієва або сиренія Талієва як Syrenia tallijevii) — вид рослин з родини капустяних (Brassicaceae); ендемік України.

## Опис
Дворічна рослина 35–50(80) см заввишки. Листки вузько-лінійні, не ширше 2–2.5 мм, цілокраї, сірі від 2-роздільних волосків. Квітки на добре помітних квітконіжках, жовті, зібрані у прості китиці. Пелюстки 12–15 мм у довжину. Стручки лінійні, 15–40 мм завдовжки.
Період цвітіння: друга половина червня — серпень (вересень). період плодоношення: серпень — жовтень. Розмножується насінням.

## Поширення
Ендемік України.
В Україні вид зростає на крейдяних відслоненнях — у Донецькій, Луганській і Харківській областях.